# Socialdemokratiska partiet (Estland)
Socialdemokratiska partiet (estniska: Sotsiaaldemokraatlik Erakond, SDE) är ett socialdemokratiskt politiskt parti i Estland, bildat den 8 september 1990. Partiet var medlem i Socialistinternationalen från 1990 till 2017 och är medlem i Europeiska socialdemokratiska partiet (PES) sedan den 16 maj 2003. Partiet fick två mandat i valet till Europaparlamentet 2019 och sitter i Socialdemokratiska gruppen i Europaparlamentet (PES). Estlands förre president Toomas Hendrik Ilves är tidigare europarlamentariker för socialdemokraterna. 
2014 ingick partiet i Taavi Rõivas regeringskoalition med Reformpartiet och Förbundet Fosterlandet och Res Publica (IRL). Socialdemokraterna och IRL lämnade 2016 koalitionen genom en misstroendeförklaring mot Rõivas, för att istället ingå i Jüri Ratas regeringskoalition med Centerpartiet fram till 2019. Sedan 2022 är partiet åter medlem av Kaja Kallas koalitionsregering.
I Europaparlamentsvalet 2004 blev partiet det största i Estland och erhöll tre mandat. I det nationella parlamentsvalet 2007 fick partiet 27,8% och tio platser av Riigikogus 101 mandat, 2011 ökade andelen till 19 platser. 2015 sjönk andelen röster till 15,2% med 15 platser i Riigikogu vilket gjorde det till det tredje största partiet. I valet 2019 uppnådde partiet 9,8 procent och 10 mandat i Riigikogu, en kraftig tillbakagång.

## Lista över partiordförande
- Marju Lauristin (1990–1995)
- Eiki Nestor (1995–1996)
- Andres Tarand (1996–2001)
- Toomas Hendrik Ilves (2001–2002)
- Ivari Padar (2002–2009)
- Jüri Pihl (2009–2010)
- Sven Mikser (2010–2015)
- Jevgeni Ossinovski (2015–2019)
- Indrek Saar (2019–2022)
- Lauri Läänemets (2022-)